# Diócesis de Saint George en Granada
La diócesis de Saint George en Granada (en latín: Dioecesis Sancti Georgii y en inglés: Roman Catholic Diocese of Saint George's in Grenada) es una circunscripción eclesiástica de la Iglesia católica en Granada. Se trata de una diócesis latina, sufragánea de la arquidiócesis de Castries. Desde el 23 de junio de 2017 su obispo es Clyde Martin Harvey.

## Territorio y organización

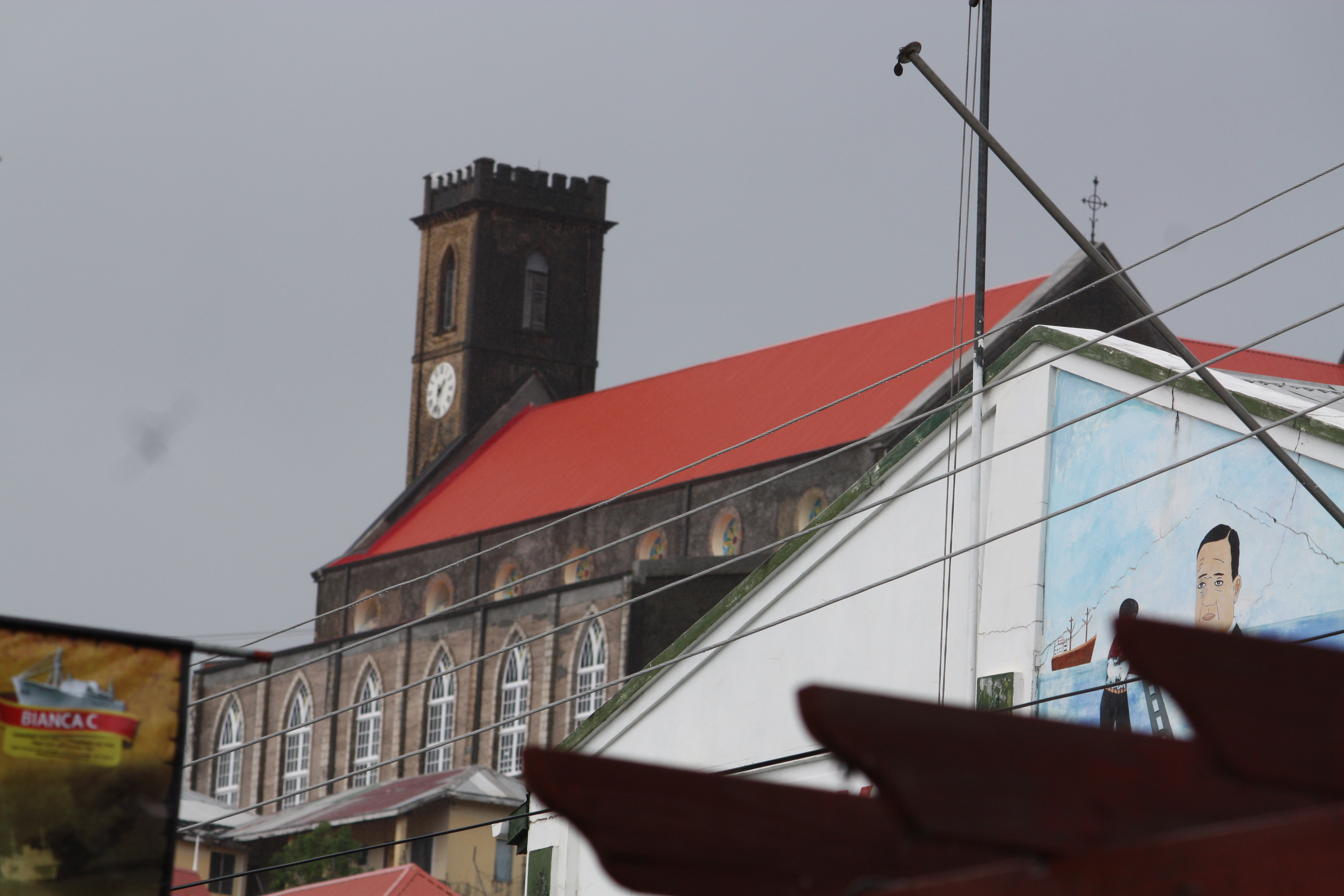
Vista de la catedral

La diócesis tiene 344 km² y extiende su jurisdicción sobre los fieles católicos de rito latino residentes en Granada, en las Antillas Menores. La diócesis tiene como vecinas al suroeste diócesis de Carúpano (Venezuela), al noreste la diócesis de Kingstown (San Vicente y las Granadinas) y al sur la arquidiócesis de Puerto España (Trinidad y Tobago).
La sede de la diócesis se encuentra en la ciudad de Saint George, en donde se halla la Catedral de la Inmaculada Concepción.
En 2022 en la diócesis existían 20 parroquias

## Historia
La diócesis fue erigida el 20 de febrero de 1956 mediante la bula Crescit Ecclesia del papa Pío XII desmembrando su territorio de la arquidiócesis de Puerto España y del vicariato apostólico de la Guayana Británica (hoy diócesis de Georgetown). En el mismo documento pontificio se la colocaba como sufragánea la arquidiócesis de Puerto España.
El 7 de marzo de 1970, mediante la bula Cum et nobis del papa Pablo VI, cedió una parte de su territorio, correspondiente a Barbados y San Vicente y las Granadinas, para la erección de la diócesis de Bridgetown-Kingstown, hoy dividida entre las diócesis de Bridgetown y de Kingstown. Al mismo tiempo cambió el nombre latino de la diócesis de Sancti Georgii en Insula Grenada a Sancti Georgii.
El 8 de diciembre de 1973, mediante la carta apostólica Quae ad honorem, el papa Pablo VI proclamó a la Santísima Virgen María Inmaculada como patrona principal de la diócesis.
En 1974 entró a formar parte de la provincia eclesiástica de la arquidiócesis de Castries.

## Estadísticas
Según el Anuario Pontificio 2023 la diócesis tenía a fines de 2022 un total de 38 237 fieles bautizados.
| Año                                                                             | Población            | Población | Población      | Sacerdotes | Sacerdotes    | Sacerdotes    | Bautizados por sacerdote | Diáconos permanentes | Religiosos | Religiosos | Parroquias |
| Año                                                                             | Bautizados católicos | Total     | % de católicos | Total      | Clero secular | Clero regular | Bautizados por sacerdote | Diáconos permanentes | Varones    | Mujeres    | Parroquias |
| ------------------------------------------------------------------------------- | -------------------- | --------- | -------------- | ---------- | ------------- | ------------- | ------------------------ | -------------------- | ---------- | ---------- | ---------- |
| 1965                                                                            | 24 600               | 70 000    | 35.1           | 29         | 29            |               | 848                      |                      |            | 83         | 32         |
| 1970                                                                            | 75 000               | 100 000   | 75.0           | 19         | 9             | 10            | 3947                     |                      | 17         | 34         | 16         |
| 1976                                                                            | 66 213               | 105 289   | 62.9           | 25         | 7             | 18            | 2648                     |                      | 29         | 23         | 20         |
| 1980                                                                            | 70 038               | 112 370   | 62.3           | 19         | 6             | 13            | 3686                     | 2                    | 23         | 21         | 20         |
| 1990                                                                            | 68 328               | 105 600   | 64.7           | 27         | 7             | 20            | 2530                     | 4                    | 24         | 28         | 20         |
| 1999                                                                            | 54 686               | 92 642    | 59.0           | 23         | 4             | 19            | 2377                     | 4                    | 25         | 30         | 20         |
| 2000                                                                            | 54 661               | 92 642    | 59.0           | 23         | 4             | 19            | 2376                     | 5                    | 25         | 31         | 20         |
| 2001                                                                            | 54 919               | 92 769    | 59.2           | 22         | 5             | 17            | 2496                     | 5                    | 26         | 31         | 20         |
| 2002                                                                            | 55 825               | 102 634   | 54.4           | 22         | 3             | 19            | 2537                     | 5                    | 24         | 30         | 20         |
| 2003                                                                            | 55 888               | 102 634   | 54.5           | 24         | 3             | 21            | 2328                     | 4                    | 28         | 26         | 20         |
| 2004                                                                            | 56 034               | 102 634   | 54.6           | 23         | 3             | 20            | 2436                     | 2                    | 23         | 29         | 20         |
| 2010                                                                            | 46 243               | 101 801   | 45.4           | 33         | 10            | 23            | 1401                     | 1                    | 27         | 33         | 20         |
| 2014                                                                            | 46 485               | 102 295   | 45.4           | 23         | 7             | 16            | 2021                     | 8                    | 20         | 33         | 20         |
| 2017                                                                            | 38 237               | 105 941   | 36.1           | 21         | 8             | 13            | 1820                     | 7                    | 17         | 32         | 20         |
| 2020                                                                            | 38 237               | 105 941   | 36.1           | 21         | 12            | 9             | 1820                     | 6                    | 12         | 33         | 20         |
| 2022                                                                            | 38 237               | 105 941   | 36.1           | 19         | 9             | 10            | 2012                     | 6                    | 13         | 32         | 20         |
| Fuente: Catholic-Hierarchy, que a su vez toma los datos del Anuario Pontificio. |                      |           |                |            |               |               |                          |                      |            |            |            |

### Vida consagrada
En el territorio de la diócesis, desempeñan su labor carismática religiosos y religiosas, de los siguientes institutos de vida consagrada o sociedades de vida apostólica. Históricamente, en Granada han hecho presencia la Orden de San Benito (benedictinos) y la Orden de Predicadores (dominicos).

## Episcopologio
- Justin James Field, O.P. † (14 de enero de 1957-4 de agosto de 1969 falleció)[7]
- Patrick Webster, O.S.B. † (7 de marzo de 1970-18 de noviembre de 1974 nombrado arzobispo de Castries)
- Sydney Anicetus Charles † (18 de noviembre de 1974-10 de julio de 2002 retirado)
- Vincent Matthew Darius, O.P. † (10 de julio de 2002-26 de abril de 2016 falleció)
- Clyde Martin Harvey, desde el 23 de junio de 2017